# Lymantria rhodophora
Lymantria rhodophora is een vlinder uit de familie spinneruilen (Erebidae), onderfamilie donsvlinders (Lymantriinae). De wetenschappelijke naam van deze soort is voor het eerst geldig gepubliceerd in 1879 door Mabille.
De soort komt voor in tropisch Afrika.